# Майкл Фаррелл (футболіст)
Майкл Фаррелл (англ. Michael Farrell, нар. 1902 — пом. ?) — ірландський футболіст, який грав на позиції нападника. Відомий за виступами в клубі «Сент-Джеймс Гейт» та у складі збірної Ірландії на літніх Олімпійських іграх 1924.

## Біографія
Майкл Фаррелл на клубному рівні грав у складі команди «Сент-Джеймс Гейт» з Дубліна. У 1924 році у складі збірної Ірландії на літніх Олімпійських іграх 1924, де зіграв у 2 матчах проти збірних Болгарії та Нідерландів. Надалі до збірної команди не залучався. Дата смерті Майкла Фаррелла невідома.